# Minimales supersymmetrisches Standardmodell
Das minimale supersymmetrische Standardmodell (MSSM) ist die bezüglich des Teilcheninhalts kleinstmögliche Wahl, das bestehende Standardmodell der Elementarteilchenphysik (SM) zu einem supersymmetrischen Physikmodell zu erweitern. Da einige der postulierten MSSM-Teilchen in den Experimenten am Large Hadron Collider hätten gefunden werden sollen, gilt die Theorie mittlerweile als unwahrscheinlich.

## Theorie
Bei der Erweiterung des SM zum MSSM wird der Feldinhalt um ein weiteres Higgs-Dublett erweitert und anschließend jedem Feld/Teilchen genau ein Superpartner zugeordnet. Da die Eichsymmetrien gegenüber dem SM unverändert bleiben, sind die Eichwechselwirkungen im MSSM auch für die neu auftauchenden Teilchen bereits durch das SM festgelegt.
Darüber hinaus können allerdings eine große Anzahl Wechselwirkungsterme existieren, die nicht von einer Eichsymmetrie herrühren. Die Existenz und Stärke dieser Terme ist zunächst unbekannt, wodurch das MSSM im allgemeinsten Fall ein Modell mit vielen neuen und unbekannten Parametern ist.

## Wechselwirkungen
Das MSSM hat die gleichen Eichwechselwirkungen wie das SM, also {\displaystyle U(1)_{Y}\times SU(2)_{L}\times SU(3)_{C}}. Da bis auf das neue Higgs-Dublett, dessen Ladungen gefordert werden, die Ladungen aller Felder bereits aus dem SM bekannt sind, sind die Eichwechselwirkungen aller Teilchen (auch der neuen Superpartner) bereits durch das SM festgelegt. Um ein realistisches Physikmodell zu sein, muss auch das MSSM die elektroschwache Symmetriegruppe {\displaystyle U(1)_{Y}\times SU(2)_{L}} zur elektromagnetischen Symmetrie {\displaystyle U(1)\!\,_{Q}} brechen. Dies geschieht wie auch im SM spontan durch nichtverschwindende Vakuumerwartungswerte der Higgs-Felder.
Über die Eichwechselwirkungen hinaus können noch weitere mögliche Nichteich-Wechselwirkungen (engl.: non-gauge interactions) auftreten, insbesondere Terme, die den Teilchen ihre Masse geben. Diese Terme besitzen zunächst unbekannte Faktoren, sind im MSSM jedoch alle – mit Ausnahme der R-paritätsverletzenden Terme (s. u.) – erlaubt, solange sie im Sinne einer renormierbaren Eichtheorie physikalisch sinnvoll sind. Durch die neuen Terme erhöht sich die Anzahl der unabhängigen Parameter der Theorie gegenüber dem SM um mehr als einhundert (!). Das MSSM ist also minimal in dem Sinne, dass sich die Anzahl der in der Theorie vorkommenden Teilchen um die minimal mögliche Anzahl erhöht, aber maximal in dem Sinne, dass viele theoretisch erlaubte neue Wechselwirkungen berücksichtigt werden.

### Massen der Superpartner
Die Superpartner der Standardmodell-Teilchen haben zunächst die gleiche Masse wie die ursprünglichen Teilchen. Bis heute wurde aber z. B. kein bosonisches Elektron entdeckt. Daher geht man davon aus, dass die Superpartner – sollten sie tatsächlich existieren – eine sehr viel höhere Masse besitzen als die Standardmodell-Teilchen. Der supersymmetrische Partner des Protons (Masse: 0,94 GeV/c²) hätte eine Masse in der Größenordnung von 1 TeV/c². Dies führt zu ersten Einschränkungen der entsprechenden Parameter in den Wechselwirkungstermen.
Es existieren Ansätze, die Massen der im MSSM vorkommenden Teilchen miteinander in Beziehung zu setzen. Dabei handelt es sich um erweiterte Physikmodelle (Große vereinheitlichte Theorie, Superstringtheorien), die sich im Grenzfall geringer Energien wie das MSSM verhalten. „Gering“ ist hier relativ zu sehen; es soll mindestens den TeV/c²-Energiebereich einschließen. 

### R-Paritätserhaltung
Einige Wechselwirkungsprozesse mit einer ungeraden Anzahl an Superpartnern erlauben den spontanen Zerfall freier Protonen. Da dieser Prozess bei verschiedenen experimentellen Suchen nicht beobachtet wurde, müssen die zugehörigen Parameter sehr klein sein. Oft werden Prozesse mit einer ungeraden Anzahl von Superpartnern einfach verboten, indem man eine neue erhaltende Quantenzahl definiert. In diesem Fall spricht man von R-Paritäts-Erhaltung.
Die R-Parität ist eine diskrete, multiplikative Symmetrie und wird definiert als
{\displaystyle \!\,P_{R}=(-1)^{3B+L+2s}}
mit B = Baryonenzahl, L = Leptonenzahl, s = Teilchenspin.
Die R-Parität ist +1 für Standardmodellteilchen (3B+L+2s gerade) und −1 für supersymmetrische Teilchen (3B+L+2s ungerade).
In Modellen mit R-Paritätserhaltung ist das leichteste supersymmetrische Teilchen (LSP) stabil. Ein solches Teilchen wurde bisher nicht beobachtet. Sollte es dennoch existieren, kann es sich nur um ein schwach wechselwirkendes, elektrisch neutrales Teilchen handeln. In diesem Fall wäre es ein möglicher Kandidat für die dunkle Materie.

## Eigenzustände

### Wechselwirkungseigenzustände
| Eichgruppe                | SM-artige Felder                                                              | Superpartner |
| ------------------------- | ----------------------------------------------------------------------------- | --- |
| {\displaystyle U(1)_{Y}}  | B ({\displaystyle B\!\,})                                                     | Bino ({\displaystyle {\tilde {B}}}) |
| {\displaystyle SU(2)_{L}} | W ({\displaystyle W^{0},W^{1},W^{2}\!\,})                                     | Winos ({\displaystyle {\tilde {W}}^{0},{\tilde {W}}^{1},{\tilde {W}}^{2}})                                                                   |
| {\displaystyle SU(3)_{c}} | Gluonen ({\displaystyle g\!\,})                                               | Gluinos ({\displaystyle {\tilde {g}}}) |
| –                         | Higgs-Felder ({\displaystyle H\!\,})                                          | Higgsinos ({\displaystyle {\tilde {H}}}) |
| –                         | Leptonen ({\displaystyle e,\mu ,\tau ,\nu _{e},\nu _{\mu },\nu _{\tau }\!\,}) | Sleptonen ({\displaystyle {\tilde {e}},{\tilde {\mu }},{\tilde {\tau }},{\tilde {\nu }}_{e},{\tilde {\nu }}_{\mu },{\tilde {\nu }}_{\tau }}) |
| –                         | Quarks ({\displaystyle d,u,s,c,b,t\!\,})                                      | Squarks ({\displaystyle {\tilde {d}},{\tilde {u}},{\tilde {s}},{\tilde {c}},{\tilde {b}},{\tilde {t}}})                                      |

Der Feldinhalt des MSSM (die Menge der vorhandenen Teilchensorten in Wechselwirkungsdarstellung) ergibt sich aus dem Feldinhalt des SM durch folgende Schritte:
- Die Menge der Felder wird um ein Higgsdublett erweitert,[3] was die Existenz vier weiterer Higgsbosonen zur Folge hat (s.u. Masseneigenzustände). Diese zusätzlichen Felder werden als standardmodellartig angesehen, weil sie noch nicht durch Supersymmetrie-Transformationen entstanden sind.
- Die Eichgruppe (Gruppe der Eichwechselwirkungen / lokalen Symmetrien) bleibt unverändert.
- Die globale Transformation der Raumzeitkomponenten wird um einen Satz Supersymmetrie-Transformationen erweitert. Hierdurch erhöht sich die Anzahl der im Modell vorhandenen Felder, da jedem SM-artigen Feld ein Superpartner zugeordnet wird, der sich vom ursprünglichen Feld zunächst nur durch den Spin unterscheidet.

Energieabhängigkeit der Kopplungskonstanten für die sowie für die und für die

Für die Namen der zahlreichen neuen Felder gilt folgende Konvention: die den herkömmlichen Bosonen entsprechenden Fermionen enden mit -ino (Wino, Bino, Gluino und Higgsino), die den Fermionen entsprechenden Bosonen erhalten am Anfang ein S- (Selektron zu Elektron, entsprechend Squarks zu Quarks).
Auf Basis des MSSM lassen sich die Kopplungskonstanten der drei grundlegenden Kräfte für hohe Energien extrapolieren. Dabei wird eine Vereinheitlichung bei einer Energie von etwa 1016  GeV berechnet.

### Masseneigenzustände
| Gruppe                | SM-artige Felder | Superpartner                                                                                           |
| --------------------- | --- | --- |
| Neutrale              | Photon ({\displaystyle \gamma \!\,}), Z({\displaystyle Z^{0}\!\,}), neutrale Higgs ({\displaystyle h^{0},\!\,H^{0},A^{0}}) | Neutralinos ({\displaystyle {\tilde {\chi }}_{1}^{0}\dots {\tilde {\chi }}_{4}^{0}})                   |
| Geladene              | W ({\displaystyle W^{\pm }}), geladene Higgs ({\displaystyle H^{\pm }})                                                    | Charginos ({\displaystyle {\tilde {\chi }}_{1}^{\pm },\,{\tilde {\chi }}_{2}^{\pm }})                  |
| {\displaystyle SU(3)} | Gluonen ({\displaystyle g\!\,})                                                                                            | Gluinos ({\displaystyle {\tilde {g}}})                                                                 |
| Leptonen              | Elektron ({\displaystyle e\!\,})                                                                                           | Selektronen ({\displaystyle {\tilde {e}}_{L},{\tilde {e}}_{R}})                                        |
| Leptonen              | Myon ({\displaystyle \mu \!\,})                                                                                            | Smyonen ({\displaystyle {\tilde {\mu }}_{L},{\tilde {\mu }}_{R}})                                      |
| Leptonen              | Tau ({\displaystyle \tau \!\,})                                                                                            | Stau ({\displaystyle {\tilde {\tau }}_{L},{\tilde {\tau }}_{R}})                                       |
| Leptonen              | Neutrinos ({\displaystyle \nu _{e},\!\,\nu _{\mu },\nu _{\tau }})                                                          | Sneutrinos ({\displaystyle {\tilde {\nu }}_{1L,R},{\tilde {\nu }}_{2L,R},{\tilde {\nu }}_{3L,R}})      |
| Quarks                | Up, Down ({\displaystyle u,d\!\,})                                                                                         | Sup, Sdown ({\displaystyle {\tilde {u}}_{L},{\tilde {u}}_{R},{\tilde {d}}_{L},{\tilde {d}}_{R}})       |
| Quarks                | Charm, Strange ({\displaystyle c,s\!\,})                                                                                   | Scharm, Sstrange ({\displaystyle {\tilde {c}}_{L},{\tilde {c}}_{R},{\tilde {s}}_{L},{\tilde {s}}_{R}}) |
| Quarks                | Top, Bottom ({\displaystyle t,b\!\,})                                                                                      | Stop, Sbottom ({\displaystyle {\tilde {t}}_{L},{\tilde {t}}_{R},{\tilde {b}}_{L},{\tilde {b}}_{R}})    |

Die Masseneigenzustände (beobachtbare Impuls-Eigenzustände) können – wie schon im SM – jeweils aus verschiedenen Wechselwirkungseigenzuständen gemischt sein. Dabei müssen die mischenden Teilchen nach der Brechung der elektroschwachen Symmetrie identischen Spin sowie identische elektrische und Farb-Ladung tragen.
Die konkreten Mischungsverhältnisse hängen von der Wahl der freien Parameter ab, insbesondere kann das Mischungsverhältnis für standardmodellartige und supersymmetrische Teilchen verschieden sein. Daher ist es nicht mehr möglich, die oben beschriebene einfache Nomenklatur beizubehalten. Die resultierenden Masseneigenzustände werden teilweise nach aufsteigender Masse durchnummeriert.
- Bei der Brechung der elektroschwachen Symmetrie werden wie im SM nur drei Freiheitsgrade der Higgs-Felder von den Eichbosonen absorbiert. Dies hat zur Folge, dass im MSSM gegenüber dem SM nicht nur ein einziges (skalares) Higgsteilchen als Masseneigenzustand verbleibt, sondern insgesamt fünf verschiedene:
  - ein relativ leichtes skalares Higgsteilchen {\displaystyle h^{0}\!\,}, das dem Higgs-Boson des SM ähnelt,
  - ein schweres skalares Higgsteilchen {\displaystyle H^{0}\!\,},
  - ein schweres pseudoskalares Higgsteilchen {\displaystyle A^{0}\!\,} und
  - ein Paar geladener Higgsteilchen {\displaystyle H^{+}\!\,} und {\displaystyle H^{-}\!\,}.

- Das elektrisch neutrale Wino (Partner des {\displaystyle W^{0}}), das Bino (Partner des {\displaystyle B^{0}}) und die beiden elektrisch neutralen Higgsinos mischen zu den Neutralinos.

- Die elektrisch geladenen Winos (Partner der geladenen W-Felder W±) und die geladenen Higgsinos mischen zu Charginos.

- Bei den Quarks kommt es ebenfalls zur Mischung ihrer Superpartner, der Squarks, von denen jedes Quark zwei hat: einen Partner für die rechtshändige Spinor-Komponente und einen für die linkshändige.
  - Wegen der geringen Masse der Quarks der ersten beiden Generationen (up / down, charm / strange) mischen ihre Superpartner-Felder zu Masse-Eigenzuständen ohne Namen.
  - Die Superpartner der schweren Quarks Top und Bottom können aufgrund ihrer großen Masse von diesen unterschieden werden. Hier kommt es aber zu einer nennenswerten 'Rechts-links-Mischung' der rechts- und linkshändigen Stops und Sbottoms.[5] Für das Stop {\displaystyle {\tilde {t}}} hat man also:

{\displaystyle {\tilde {t}}_{1}=e^{+i\phi }\cos(\theta ){\tilde {t_{L}}}+\sin(\theta ){\tilde {t_{R}}}}
{\displaystyle {\tilde {t}}_{2}=e^{-i\phi }\cos(\theta ){\tilde {t_{R}}}-\sin(\theta ){\tilde {t_{L}}}}.
Für das Sbottom {\displaystyle {\tilde {b}}} gilt Entsprechendes mit individuellen Parametern {\displaystyle \phi } und {\displaystyle \theta }.
- Die Superpartner der Leptonen heißen Sleptonen. Ebenso wie bei den Quarks gibt es für jedes Lepton zwei skalare Superpartner.
Zur Rechts-links-Mischung kommt es auch beim Superpartner des schwersten Leptons Tau, dem Stau {\displaystyle {\tilde {\tau }}}. Die obige Beziehung gilt hier sinngemäß.

## Angestrebter experimenteller Nachweis
Eine wichtige Klasse an Experimenten für die Suche nach Supersymmetrie stellen Experimente an zukünftigen Teilchenbeschleunigern dar, insbesondere am Large Hadron Collider (LHC) des europäischen Kernforschungszentrums (CERN). Das am häufigsten untersuchte supersymmetrische Modell ist dabei das MSSM.
Um bereits vor den Experimenten Informationen darüber zu erhalten, was man zu sehen hofft, werden die Experimente mit Monte-Carlo-Ereignisgeneratoren (z. B. PYTHIA) voraussimuliert. Da es jedoch praktisch unmöglich ist, den gesamten 105-dimensionalen Raum der zusätzlichen Parameter des MSSM zu untersuchen, werden üblicherweise erweiterte Modelle mit weniger freien Parametern verwendet, vgl. Benchmark-Szenario. Um die Simulationen vergleichen zu können, hat man sich auf bestimmte Parameterpunkte (Snowmass Points and Slopes, SPS) geeinigt, die jeweils charakteristisch für bestimmte Parameterregionen der erweiterten Modelle sind und so den gesamten möglichen Parameterraum gut repräsentieren sollen.
Studien zeigen, dass man supersymmetrische Teilchen gut nachweisen können sollte, wenn sie im Massenbereich bis etwa 1 TeV/c² existieren (Stand 2006).
Man geht (in den meisten Modellen) davon aus, dass das leichteste supersymmetrische Teilchen (LSP) stabil ist und den Detektor unerkannt verlässt. Dies würde zum typischen Signal fehlender Energie senkrecht zum einkommenden Teilchenstrahl führen (der Energieanteil parallel zum Teilchenstrahl kann aus technischen Gründen oft nicht bestimmt werden). Ein typischer Prozess ist im obigen Feynman-Diagramm angegeben.

## Erweiterung: NMSSM
Nichtminimales Supersymmetrisches Standardmodell, englisch: Next-to-Minimal Supersymmetric Standard Model oder Non-minimal supersymmetric SM
Um gewisse Schwierigkeiten des MSSM (das sogenannte µ-Problem) zu beseitigen, führt man ein zusätzliches chirales Superfeld-Singulett N mit Superpartner Ñ ein. Dies ist insbesondere in GUT-Modellen nötig. Zu den physikalischen Higgs-Bosonen kommen damit noch ein skalares (s0) und ein pseudoskalares (a0) Singulett hinzu.
Im MSSM ist das leichteste Higgs h0 immer SM-ähnlich, damit sind seine Erzeugungs- und Zerfallsmöglichkeiten im Wesentlichen klar. Im NMSSM sind aber auch die zusätzlichen Singuletts s0 und a0 Kandidaten für das leichteste Higgs-Teilchen. Dies bedeutet, dass die anderen Higgse vorwiegend in diese Zustände zerfallen könnten, was das ganze Erscheinungsbild der Higgse dramatisch ändern würde.